# Nazionale di sci alpinismo dell'Italia
La nazionale di sci alpinismo dell'Italia è la rappresentativa nazionale dell'Italia in tutte le manifestazioni dello sci alpinismo, dalle Olimpiadi ai campionati mondiali, dalla Coppa del Mondo ai campionati europei.
Posta sotto l'egida della Federazione italiana sport invernali (FISI), raggruppa tutti gli scialpinisti di nazionalità italiana selezionati dagli appositi organi.
Gli atleti sono divisi in quattro squadre secondo le suddivisioni previste dalla federazione internazionale (senior, under 23, under 20 e under 18) oltre a due squadre formate dagli osservati U23 e dagli osservati U20/U18.

## Composizione stagione 2024/2025
La composizione delle squadre di sci alpinismo per la stagione 2024/25 è stata ufficializzata dalla FISI il 18 giugno 2024, includendo un totale di 38 atleti, di cui 20 uomini e 18 donne.

### Senior

#### Maschile
| Atleta                  | Anno di nascita | Società     |
| ----------------------- | --------------- | ----------- |
| Robert Antonioli        | 1990            | Esercito    |
| Michele Boscacci        | 1990            | Esercito    |
| Nicolò Ernesto Canclini | 1997            | Carabinieri |
| Matteo Eydallin         | 1985            | Esercito    |
| Giovanni Rossi          | 1999            | Esercito    |
| Matteo Sostizzo         | 2001            | Carabinieri |

#### Femminile
| Atleta            | Anno di nascita | Società              |
| ----------------- | --------------- | -------------------- |
| Giulia Compagnoni | 1996            | Esercito             |
| Alba De Silvestro | 1995            | Esercito             |
| Mara Martini      | 1997            | Tarvisio Racing Team |
| Katia Mascherona  | 2001            | Fiamme Gialle        |
| Lisa Moreschini   | 2001            | Fiamme Gialle        |
| Giulia Murada     | 1998            | Esercito             |
| Ilaria Veronese   | 1996            | Carabinieri          |

### Under 23

#### Maschile
| Atleta                   | Anno di nascita | Società              |
| ------------------------ | --------------- | -------------------- |
| Rocco Baldini            | 2002            | Esercito             |
| Hermann Debertolis       | 2004            | Ski Alp Vadobbiadene |
| Leonardo Vincenzo Taufer | 2004            | Ski Alp Vadobbiadene |
| Luca Tomasoni            | 2002            | Esercito             |

#### Femminile
| Atleta      | Anno di nascita | Società  |
| ----------- | --------------- | -------- |
| Noemi Junod | 2003            | Esercito |

### Osservati under 23

#### Maschile
| Atleta            | Anno di nascita | Società              |
| ----------------- | --------------- | -------------------- |
| Simone Compagnoni | 2004            | S.C. Alta Valtellina |
| Marco Salvadori   | 2002            | A.S.D. Golgi         |

#### Femminile
| Atleta             | Anno di nascita | Società          |
| ------------------ | --------------- | ---------------- |
| Silvia Berra       | 2002            | Esercito         |
| Samantha Bertolina | 2001            | Carabinieri      |
| Clizia Vallet      | 2004            | S.C. Corrado Gex |

### Under 20

#### Maschile
| Atleta         | Anno di nascita | Società                 |
| -------------- | --------------- | ----------------------- |
| Erik Canovi    | 2005            | Fiamme Gialle           |
| Luca Curioni   | 2006            | Polisportiva Albosaggia |
| Lorenzo Milesi | 2006            | Polisportiva Albosaggia |

#### Femminile
| Atleta            | Anno di nascita | Società                 |
| ----------------- | --------------- | ----------------------- |
| Melissa Bertolina | 2006            | Fiamme Oro              |
| Silvia Boscacci   | 2006            | Polisportiva Albosaggia |
| Vanessa Marca     | 2006            | Fiamme Gialle           |
| Martina Scola     | 2006            | Sci Nordico Marmolada   |

### Under 18

#### Maschile
| Atleta            | Anno di nascita | Società                   |
| ----------------- | --------------- | ------------------------- |
| Matteo Blangero   | 2008            | S.C. Tre Rifugi C.A.I.    |
| Gioele Migliorati | 2008            | S.C. Presolana Monte Pora |

#### Femminile
| Atleta              | Anno di nascita | Società       |
| ------------------- | --------------- | ------------- |
| Giorgia Pollini     | 2008            | Brenta Team   |
| Teresa Schivalocchi | 2008            | S.C. Bagolino |

### Osservati under 20 e under 18

#### Maschile
| Atleta            | Anno di nascita | Società                            |
| ----------------- | --------------- | ---------------------------------- |
| Umberto Ferrazza  | 2006            | Sporting Club Madonna di Campiglio |
| Marcello Scarinzi | 2005            | Polisportiva Albosaggia            |
| Martino Utzeri    | 2005            | A.S. Premana                       |

#### Femminile
| Atleta         | Anno di nascita | Società          |
| -------------- | --------------- | ---------------- |
| Alice Maniezzo | 2005            | S.C. Corrado Gex |